# هاووس‌لو
هاووس‌لو (ترکی آذربایجانی: Hovuslu یا Havuslu) یک منطقهٔ مسکونی در جمهوری آرتساخ است که در استان هادروت واقع شده‌است.